# 26210 Lingas
26210 Lingas este un asteroid din centura principală de asteroizi.

## Descriere
26210 Lingas este un asteroid din centura principală de asteroizi. A fost descoperit pe 6 septembrie 1997 la Observatoire des Pises din Parcul național din Cévennes. Asteroidul prezintă o orbită caracterizată de o semiaxă mare de 2,71 ua, o excentricitate de 0,17 și o înclinație de 11,4° în raport cu ecliptica.